# Amorphoscelis kenyensis
Amorphoscelis kenyensis är en bönsyrseart som beskrevs av Stiewe 2009. Amorphoscelis kenyensis ingår i släktet Amorphoscelis och familjen Amorphoscelidae. Inga underarter finns listade i Catalogue of Life.